# Pristiceros lascivus
Pristiceros lascivus är en stekelart som först beskrevs av Cresson 1867.  Pristiceros lascivus ingår i släktet Pristiceros och familjen brokparasitsteklar. Inga underarter finns listade i Catalogue of Life.